# 교황궁무처장

현재 교황 궁무처장의 문장

교황 궁무처장(라틴어: Camerarius Apostolicus, 이탈리아어: camerlengo 카메를렝고[*])은 로마 교황청의 직무 가운데 하나로 교황의 비서 겸 재무관이다. 교황이 추기경들 가운데서 지명한다. 기독교 역사상 로마 교회의 의전관이자 추기경회의의 사무장이기도 한 궁무처장은 관행에 따라 교황 선종 후 새 교황이 뽑힐 때까지 임시로 바티칸 시국을 주관하는 권한을 부여받게 되며, 그 때문에 교황대리라고 번역하기도 한다. 이 경우 궁무처장은 사도좌 공석 기간에만 유효한 우표나 화폐를 발행시키며, 교황의 초상화나 문장을 대신하여 교황 궁무처장의 문장을 이용한다.

## 역대 교황 궁무처장
- 첸치오 사벨리 (1188 - 1216)
- 오타비아노 콘티 디 세니 (1216 - 1219)
- 스테파노 디 체카노 (1219 ? 1227)
- 라이날도 데이 콘티 디 세니 (1227 - 1254)
- (1254-1270 ? no information found)
- Odo of Chateauroux (1270 - 1273)
- (1273-1294 ? no information found)
- 톰마소 데 오크라 (1294 - 1300)
- 테오도리코 라니에리 (1300 - 1306)
- Arnaud Frangier de Chanteloup (1306 - 1310)
- Bertrand des Bordes (1311)
- Arnaud d'Aux (1311 - 1319)
- Gasbert de Valle (1319 - 1347)
- Stefano Aldebrandi Cambaruti (1347 - 1360)
- Arnaud Aubert (1361 - 1371)
- Pierre du Cros (1371 - 1383)
- 마리노 기우디세 (1383 - 1385)
- 마리노 불카니 (1385 - 1394)
- 스테파노 파로시오 (1394 - 1396)
- 코시모 데 미그리오라티 (1396 - 1404)
- 코라도 카라치올리 (1404 - 1406)
- 엔리코 미누토리 (1406 - 1409/1412)[1]
- Antonio Correr (1412 - 1415)
- Francois de Conzie (1415[2] ? 1431)
- Francesco Condulmer (1432 - 1439)
- 루도비코 트레비사노 (1440-1465)
- 라티노 오르시니 (1471-1477)
- Guillaume d'Estouteville (1477-1483)
- 라파엘레 산소니 가레오띠 리아리오 (1483-1521)
- 인노첸시오 치보 (1521)
- 프란체스코 아르멜리니 판타라씨 데 메디치 (1521-1527)
- 아고스티노 스피놀라 (1528-1537)
- 구이도 아스카니오 스포르차 (1537 - 1564)
- Vitellozzo Vitelli (1564 - 1568)
- Michele Bonelli (1568 - 1570)
- Luigi Cornaro (1570 - 1584)
- Filippo Vastavillani (1584-1587)
- Enrico Caetani (1587-1599)
- 피에트로 알도브란디니 (1599-1621)
- Ludovico Ludovisi (1621 - 1623)
- 이폴리토 알도브란디니 (1623 - 1638)
- 안토니오 바르벨리니 (1638 - 1671)
- Paluzzo Paluzzi Altieri degli Albertoni (1671 - 1698)
- 갈레아초 마르에스콘티, pro-camerlengo (1698)
- 조반니 바티스타 스피놀라 (1698 - 1719)
- Annibale Albani (1719-1747)
- Silvio Valenti Gonzaga (1747-1756)
- Girolamo Colonna di Sciarra (1756-1763)
- 카를로 레초오니코 (1763-1799)
- Romoaldo Braschi-Onesti (1800-1801)
- Giuseppe Maria Doria Pamphili, pro-camerlengo (1801-1814)
- Bartolomeo Pacca (1814-1824)
- Pietro Francesco Galeffi (1824-1837)
- Giacomo Giustiniani (1837-1843)
- 톰마소 리아리오 스포르차 (1843-1857)
- 루도비코 알티에리 (1857-1867)
- Filippo de Angelis (1867-1877)
- 조아키노 빈첸초 라파엘 루이지 페치 (1877-1878)
- 카밀로 디 피에트로 (1878-1884)
- 도메니코 콘솔리니 (1884)
- Luigi Oreglia di Santo Stefano (1885-1913)
- Francesco Salesio Della Volpe (1914-1916)
- 피에트로 가스파리 (1916-1934)
- 에우제니오 파첼리 (1935-1939)
- 로렌초 라울리 (1939-1941)
- Benedetto Aloisi Masella (1958-1970)
- Jean-Marie Villot (1970-1979)
- 파올로 베르톨리 (1979-1985)
- 세바스티아노 바조 (1985-1993)
- 에두아르도 마르티네스 소말로 (1993 - 2007)
- 타르치시오 베르토네 (2007-2014)
- 장 루이 토랑 (2014-2018)
- 케빈 패럴 (2019-)